# La Pierre Blanche

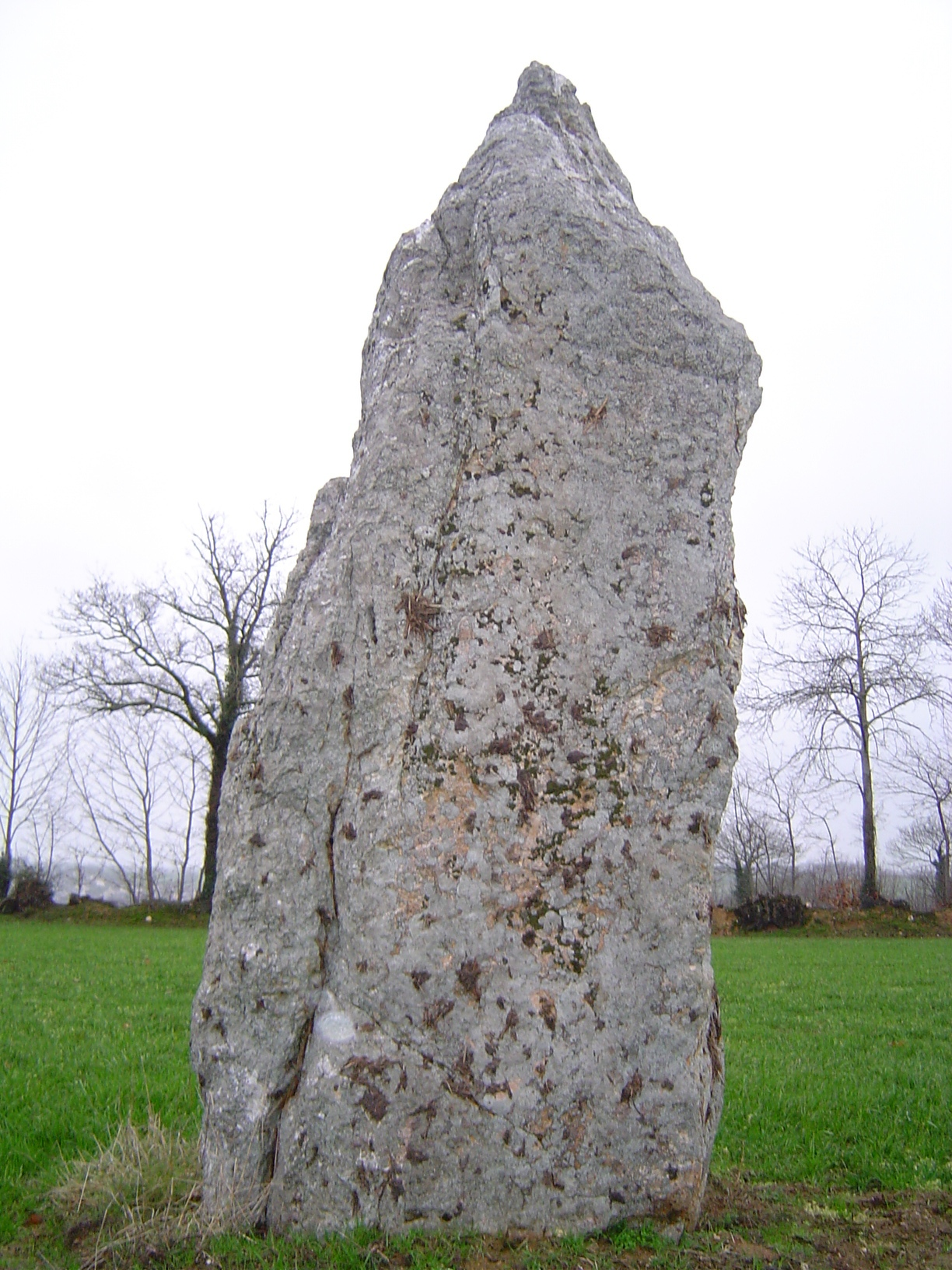
La Pierre Blanche

La Pierre Blanche (deutsch „Der weiße Stein“) ist ein Menhir in Pocé-les-Bois bei Vitré im Département Ille-et-Vilaine in Frankreich. Der etwa gleichnamige Menhir von Pierre Blanche steht im Weiler Pierre Blanche bei Oudon im Osten des Département Loire-Atlantique.
Der Quarzmenhir hat die Form eines Obelisken mit polygonaler Grundfläche. Er ist 3,72 m hoch, 1,54 m breit und 1,35 m dick.
Der 800 m entfernte Menhir La Haute Pierre, die Menhire in Pocé-les-Bois, der Menhir von Villaumur und der La Pierre Blanche liegen auf einer Linie.
Der Menhir wird bereits in einer Urkunde von 1207 unter dem Namen Petra Alba erwähnt.
Der Menhir wurde 1970 als Monument historique klassifiziert.